# Лихтенштейн, Йозеф Венцель I
Иосиф Венцель I фон Лихтенштейн (нем. Joseph Wenzel von und zu Liechtenstein; 9 августа 1696, Прага — 10 февраля 1772) — 4-й князь Лихтенштейна, глава семейства в 1712—1718, 1732—1745 и 1748—1772 годах, фельдмаршал (12 мая 1745 года).

## Биография
Иосиф Венцель родился в Праге, он был старшим сыном князя Филиппа Эразмуса Лихтенштейна (11 сентября 1664 — 13 января 1704) и Кристины Терезии Лёвенштейн-Вертгеймской (12 октября 1665 — 14 апреля 1730); являлся племянником Антона Флориана.
В 1735—1736 годах он был имперским посланником в Берлине, в 1738—1741 годах — послом в Париже.
Иосиф Венцель был генералом, причём боевым генералом. В 1745 году он стал генералиссимусом в Италии, и на следующий год, в ходе Войны за австрийское наследство, выиграл важное сражение под Пьяченцей.
В 1753 году он стал генералом-главнокомандующим в Венгрии. Одним из его величайших деяний в ходе карьеры стала проведённая им реорганизация габсбургской артиллерии, частично оплаченная из собственного кармана.

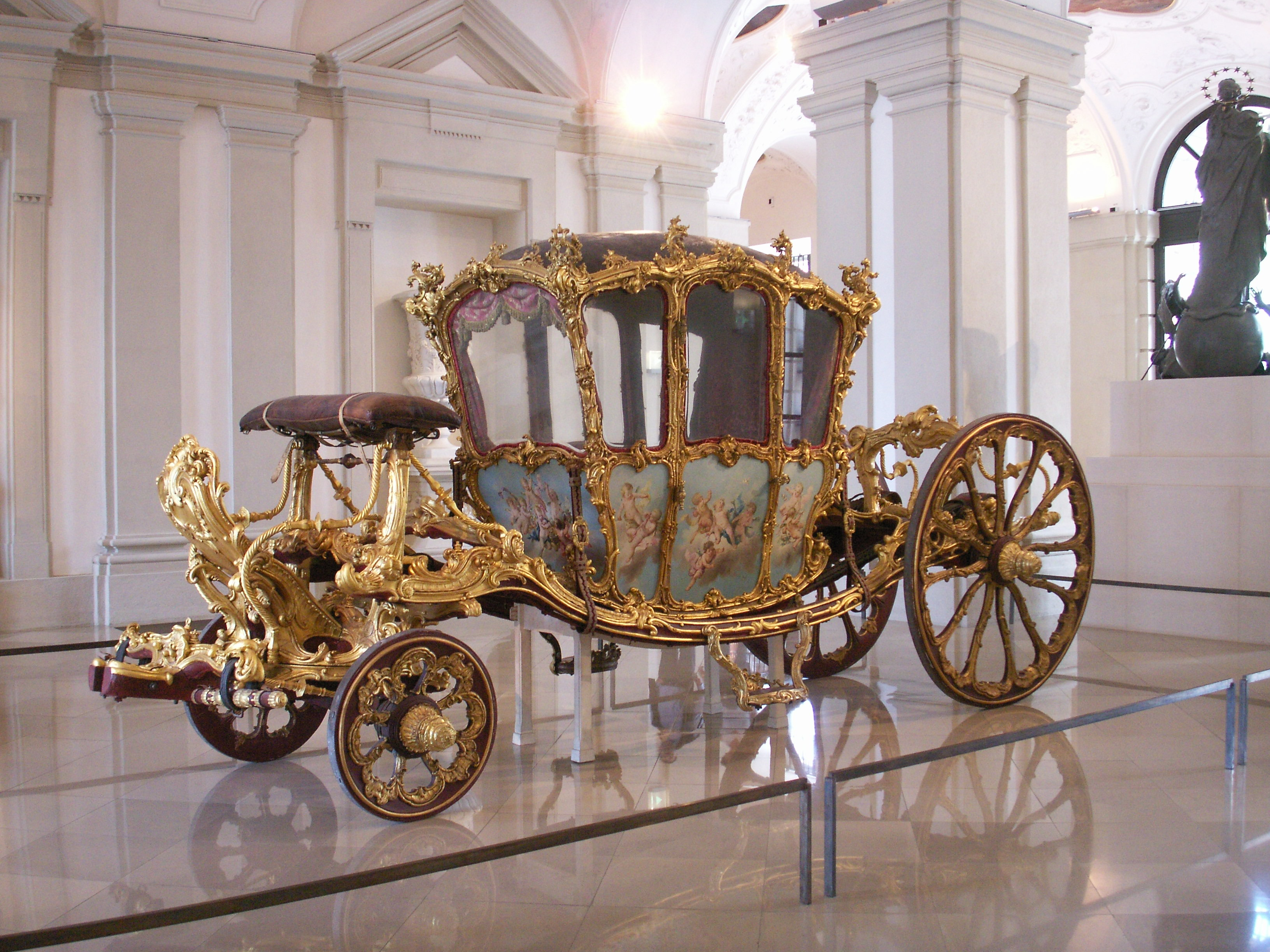
Золотая карета Иосифа Венцеля из коллекции Лихтенштейнов

В 1760 году он эскортировал в Вену будущую невесту Иосифа II.
Иосифу Венцелю пришлось править Лихтенштейном трижды. Первоначально, в 1712—1718, он правил как самостоятельный правитель. В 1732—1745 он правил, опекая Иоганна Непомука Карла, наследника Иосифа Иоганна Адама. В третий раз, в 1748—1752 годах, он правил как представитель княжеской семьи Лихтенштейна.
Он был 698-м рыцарем австрийского Ордена Золотого руна.
Когда в 1772 году он умер в Вене, не оставив наследника, Лихтенштейн перешёл к его племяннику, Францу Иосифу I.

## Семья и дети
В 1718 году Иосиф Венцель женился на своей кузине, княгине Анне Марии Антонии, дочери Антона Флориана. У них было пятеро детей, умерших в младенчестве:
- Князь Филипп Антон (1719)
- Князь Филипп Антон (1720)
- Князь Филипп Эрнст (1722—1723)
- Княгиня Мария Елизавета (1724)
- Княгиня Мария Александра (1727)